# SPHEREx
SPHEREx (acronyme de Spectro-Photometer for the History of the Universe, Epoch of Reionization, and Ices Explorer) est un petit télescope spatial infrarouge développé par la NASA . Équipé d'un spectrophotomètre, il doit effectuer un relevé de l'ensemble du ciel dans 96 longueurs d'onde en proche infrarouge (0,75-5 micromètres). C'est le premier relevé exhaustif dans cette bande spectrale qui ne peut être observée que depuis l'espace. La mission observera notamment plusieurs centaines de millions de galaxies. Les données collectées doivent permettre d'apporter des informations importantes sur l'inflation cosmique, événement du début de notre univers, et plus particulièrement sur les mécanismes ayant abouti à la formation des structures (galaxies, amas de galaxies...). La mission est sélectionnée en février 2019 à la suite d'un appel à propositions du programme Explorer. Proposée comme mission de type MIDEX (Medium-class Explorer), son coût est plafonné à 242 millions de dollars américains. Son lancement est planifié au plus tard en avril 2025. Ce petit télescope spatial d'environ 200 kilogrammes sera placé sur une orbite polaire autour de la Terre. La durée de sa mission primaire est de deux ans.

## Historique du projet
La NASA lance en 2015 un appel à propositions pour son programme Explorer (programme rassemblant des missions scientifiques à faible coût). SPHEREx est une des trois missions finalistes sélectionnées le 30 juillet dans la catégorie SMEX (catégorie de mission Explorer à coût plafonné à 125 millions de dollars américains). SPHEREx est proposé par James Bock chercheur au California Institute of Technology. Un budget de 1 million de dollars américains est alloué par la NASA pour permettre au projet de détailler les spécifications de la mission. Mais en janvier 2017, la NASA annonce qu'elle sélectionne le projet Imaging X-ray Polarimetry Explorer (IXPE).
Entre-temps le projet SPHEREx, en partie remanié, est de nouveau proposé fin 2016 en réponse à l'appel à propositions pour une mission MIDEX (budget plafonné à 250 millions de dollars américains) du programme Explorer de la NASA. Il est un des trois finalistes retenus en août 2017 avec FINESSE et Arcus. Une étude d'une durée de 9 mois financée par l'agence spatiale américaine est alors lancée pour détailler les spécifications de la mission.
Le 13 février 2019, la NASA annonce la sélection du projet SPHEREx. Le responsable de la mission est James Bock du California Institute of Technology. Cette institution est chargée de mettre au point la charge utile avec le Jet Propulsion Laboratory. L'Institut d'astronomie et des sciences spatiales de Corée (Daejon) doit également participer aux tests et à l'analyse des données scientifiques. La société Ball Aerospace & Technologies de Broomfield (Colorado) fournit la plate-forme du satellite et prend en charge le montage final,.

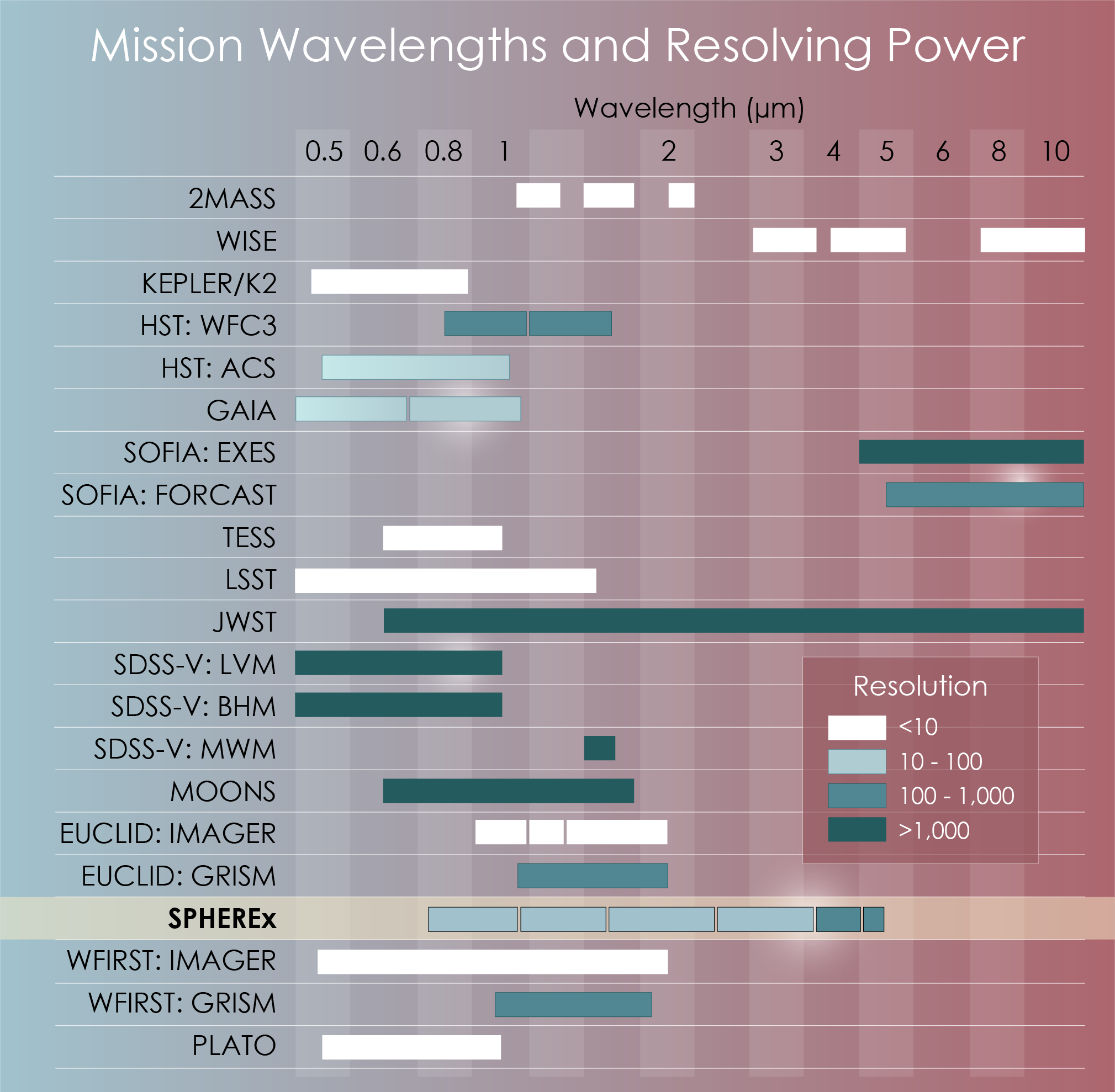
Comparaison des bandes spectrales observées et des résolutions spectrales des différents télescopes spatiaux en activité ou en cours de développement (dont SPHEREx).

## Objectifs

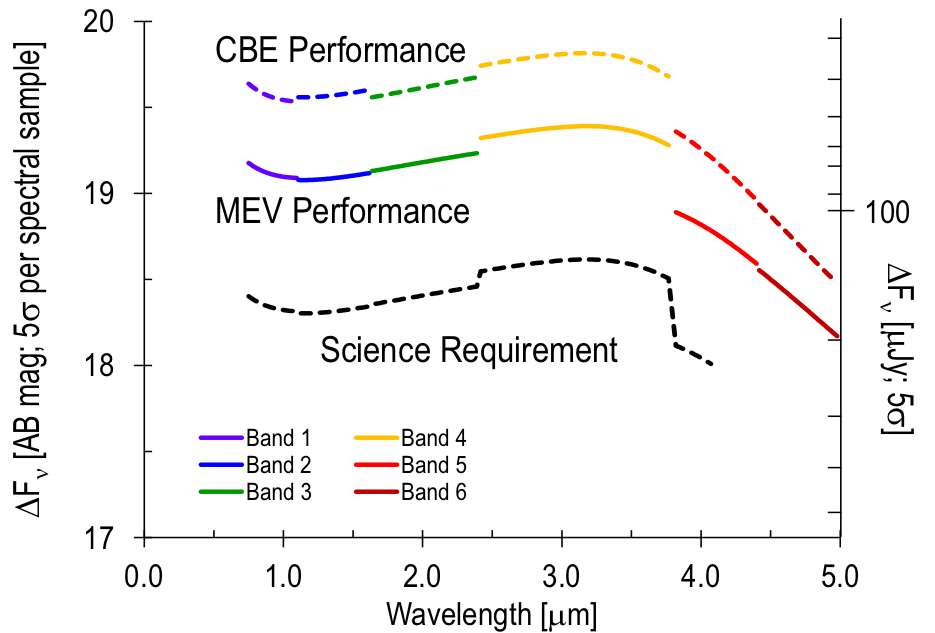
Magnitude maximale par bande spectrale : valeur maximum attendue (MEV), estimation maximale courante (CBE) et exigences permettant de remplir les objectifs de la mission.

L'objectif principal de SPHEREx est de contribuer à tester un des aspects de la théorie de l'inflation cosmique, événement à l'origine de notre Univers qui s'est produit il y a 13,8 milliards d'années immédiatement après le Big Bang. Cet événement est le point de départ de la création des grandes structures telles que les galaxies, les amas de galaxies… Selon la principale théorie en vigueur ces structures résultent de très petites fluctuations des caractéristiques de la matière avant l'inflation cosmique qui sont distribuées selon un champ gaussien aléatoire. En observant des centaines de millions de galaxies de l'Univers observable en infrarouge proche, SPHEREx permet de dresser une carte tridimensionnelle de la distribution de ces grandes structures qui doivent être le reflet de cette origine. Pour réaliser cet objectif SPHEREx réalise des images de l'ensemble du ciel en 6 mois. La mission d'une durée de 2 ans doit permettre de réaliser plus de 4 images complètes du ciel.
Du fait de la stratégie d'observation de SPHEREx, les régions du ciel situées aux pôles de l'écliptique sont observées de manière beaucoup plus approfondie. Les données recueillies au niveau de ces parties du ciel doivent permettre, en soustrayant la lumière issue des galaxies identifiées, de déterminer la quantité de lumière d'arrière-plan extragalactique. Celle-ci est produite par des sources non visibles : galaxies naines, étoiles éjectées de leurs galaxies... Par le biais de ces informations, SPHEREx fournit un nouvel éclairage sur l'origine et la formation des galaxies.
SPHEREx va multiplier par 100 le nombre de spectres électromagnétiques dans la fréquence de l'eau portant des nuages moléculaires, des objets stellaires jeunes et des disques protoplanétaires. Ces données permettent de résoudre des questions anciennes sur la quantité et l'évolution des molécules biogenèses (H2O, CO, CO2 et CH3OH) à travers toutes les phases de la formation d'une étoile et de ses planètes.
La mesure de la sensibilité du télescope peut être estimé en se basant sur les relevés systématiques des sources infrarouges effectuées par le passé. 2MAS et WISE ont chacun catalogué des centaines de millions d'objets de ce type dans les bandes spectrales qui sont observées en majorité par SPHEREx. Ce dernier produira un spectre de l'ensemble des objets du catalogue 2MASS (sources observées dans les longueurs d'onde 1,2 , 1,6 et 2,2 microns) ainsi que de presque tous les objets du catalogue WISE (sources observées dans les longueurs d'onde 3,3 et 4,8 microns.
| Type d'objet                                                       | Nombre         |
| ------------------------------------------------------------------ | -------------- |
| Galaxies                                                           | > 1 milliard   |
| Décalage vers le rouge de galaxies observé avec une grande qualité | > 100 millions |
| Spectres stellaires                                                | > 100 millions |
| Etoiles abritant des exoplanètes                                   | > 600 000      |
| Quasars                                                            | > 1 million    |
| Contreparties rayons X                                             | > 100 000      |
| Clusters                                                           | > 100 000      |
| Raie d'absorption de la glace                                      | > 100 000      |
| Etoiles avec de la poussière chaude                                | > 1 000        |
| Astéroïdes                                                         | >100 000       |

## Caractéristiques techniques
SPHEREx est un mini-satellite d'environ 200 kilogrammes stabilisé sur 3 axes. L'énergie est fournie par des panneaux solaires. Le télescope effectue ses observations de ses cibles dans l'infrarouge court. Tous les objets émettent dans cette fréquence dont la Lune, le Soleil et le satellite lui-même. Il est donc impératif que les émissions qui ne sont pas en provenance des objets observés soient écartés. Pour y parvenir le télescope est entouré de trois réflecteur thermiques en aluminium de forme conique hauts de 2,6 mètres pour un diamètre maximum de 3,2 mètres qui sont emboités les uns dans les autres. Le réflecteur extérieur bloque les photons infrarouge. Ces réflecteurs confèrent son apparence remarquable au satellite. Ils sont complétés par trois radiateurs plus petits en forme de parapluie à l'envers, emboités les uns dans les autres et situés sous le niveau des réflecteurs, qui constituent une ultime barrière contre les photons infrarouges. Ils sont conçus pour que les photons infrarouges qui ne sont pas en provenance de la cible rebondissent jusqu'à être éjectés dans l'espace. Par ailleurs l'orientation du satellite est fixée de manière que le Soleil ne frappe jamais le télescope. L'optique et les capteurs 2,5 micromètres sont maintenus à une température de 80 kelvins tandis que les capteurs de 5,3 micromètres sont refroidis à 55 kelvins,.

Schémas de SPHEREx
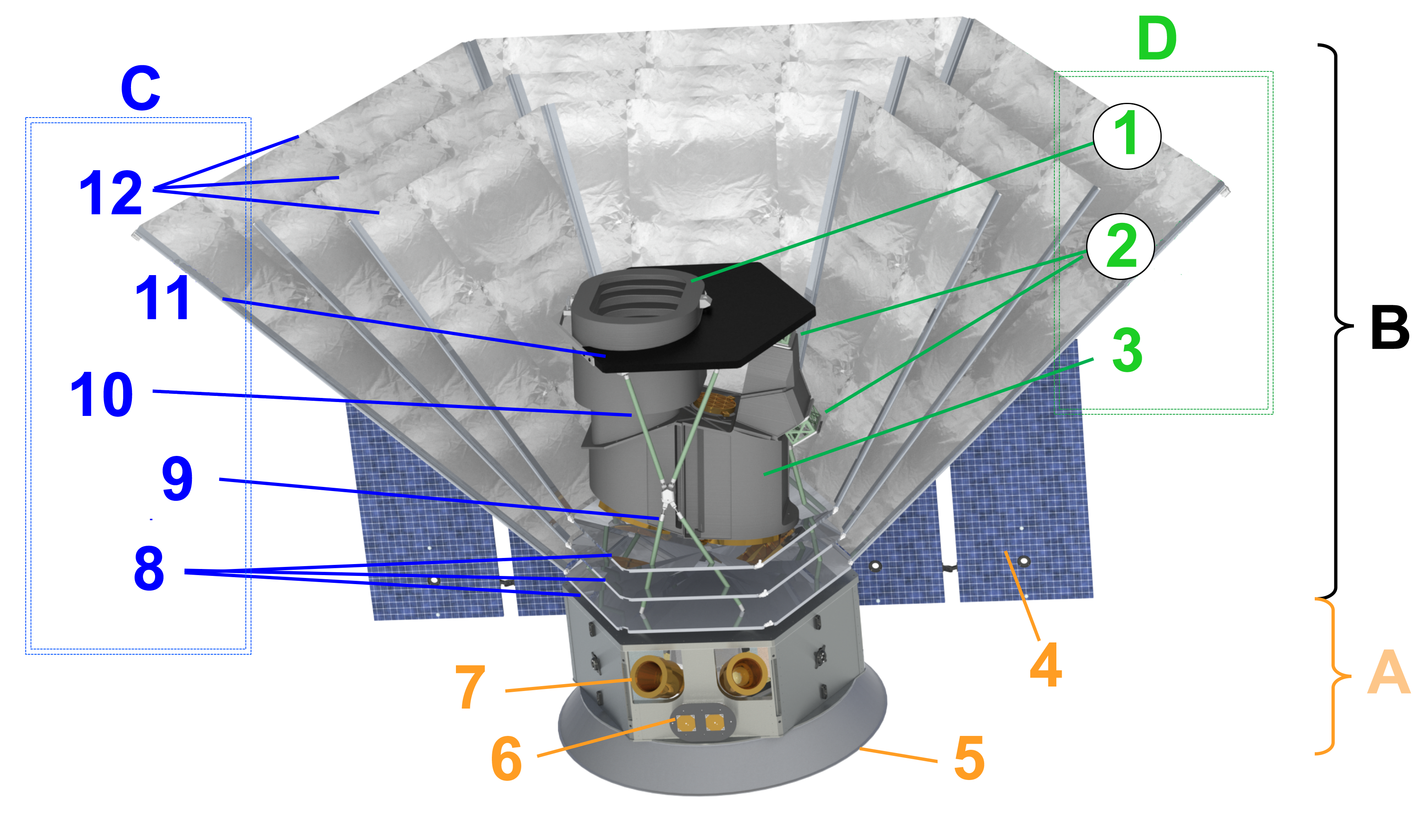
Schéma de la plateforme (bus) et des sous-systèmes thermique et optique (les déflecteurs à photons sont en coupe). A Plateforme (bus) - B Charge utile- C Sous-système thermique - D Sous-système optique - 1 Déflecteur - 2 Plan focal - 3 Télescope  - 4 Panneaux solaires - 5 Antenne bande Ka (sous l'engin spatial) - 6 Antenne bande S - 8 Radiateurs en V - 9 Bipodes inférieurs - 10 Bipodes supérieurs - 11 Radiateur du plan focal - 12 Déflecteurs à photons.
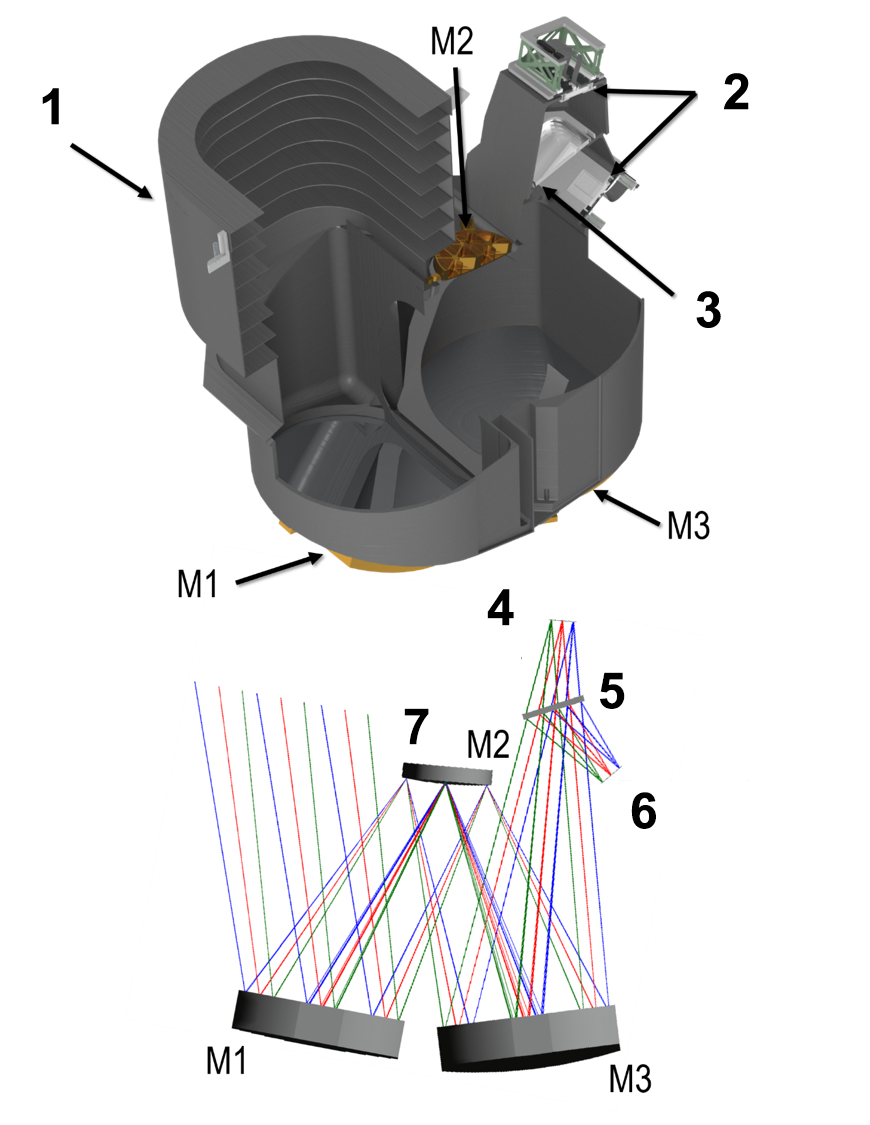
Schéma de l'optique. Celui-ci comprend une optique ayant une ouverture de 20 centimètres de diamètre avec un champ de vue de  11 x 3,5°. 1  Déflecteur - 2  Surface du plan focal - 3  Diviseur de faisceau dichroïque - 4 FPA transmis -  5  Diviseur de faisceau dichroïque - 6  FPA réfléchi - 7  Stop - M1, M2, M3 Miroirs.

### Instrument
L'unique instrument est un télescope disposant d'une ouverture de 20 centimètres dont le tube est entièrement en aluminium. Le champ de vue est de 11° x 3,5°. Les capteurs au tellurure de mercure-cadmium situés au plan focal fournissent une série d'images de l'ensemble du ciel en proche infrarouge (0,75-5 micromètres) dans 96 bandes spectrales. Pour remplir les objectifs de la mission le faisceau lumineux, subdivisé par un filtre dichroïque, vient illuminer trois capteurs H2RG de 4 mégapixels pour les ondes courtes et trois capteurs de même taille pour les ondes longues. Ces capteurs, qui utilisent la technologie HgCdTe, ont été testés avec succès sur le télescope spatial James Webb. Chaque capteur est recouvert par un filtre variable linéaire qui sélectionne une bande spectrale étroite dont la valeur varie selon un des deux axes du capteur. En faisant défiler le ciel dans le champ de vue du télescope celui-ci produit les différentes images  dans 96 bandes spectrales. Ces filtres ont permis à l'instrument LEISA embarqué sur la sonde spatiale New Horizons de produire d'excellents images spectrales de Jupiter et Pluton. Le pouvoir de résolution de l'instrument est de 6 secondes d'arc. La résolution spectrale va de 41 dans les longueurs d'onde comprises entre 0,75 et 4,1 micromètres à 130 dans les longueurs d'onde comprises entre 4,42 et 5 micromètres. La sensibilité du détecteur permet d'observer les objets ayant une magnitude apparente de 19,2 AB ou plus pour la longueurs d'onde de 2 micromètres. La masse de l'instrument est de 74,5 kg.

Photos du télescope
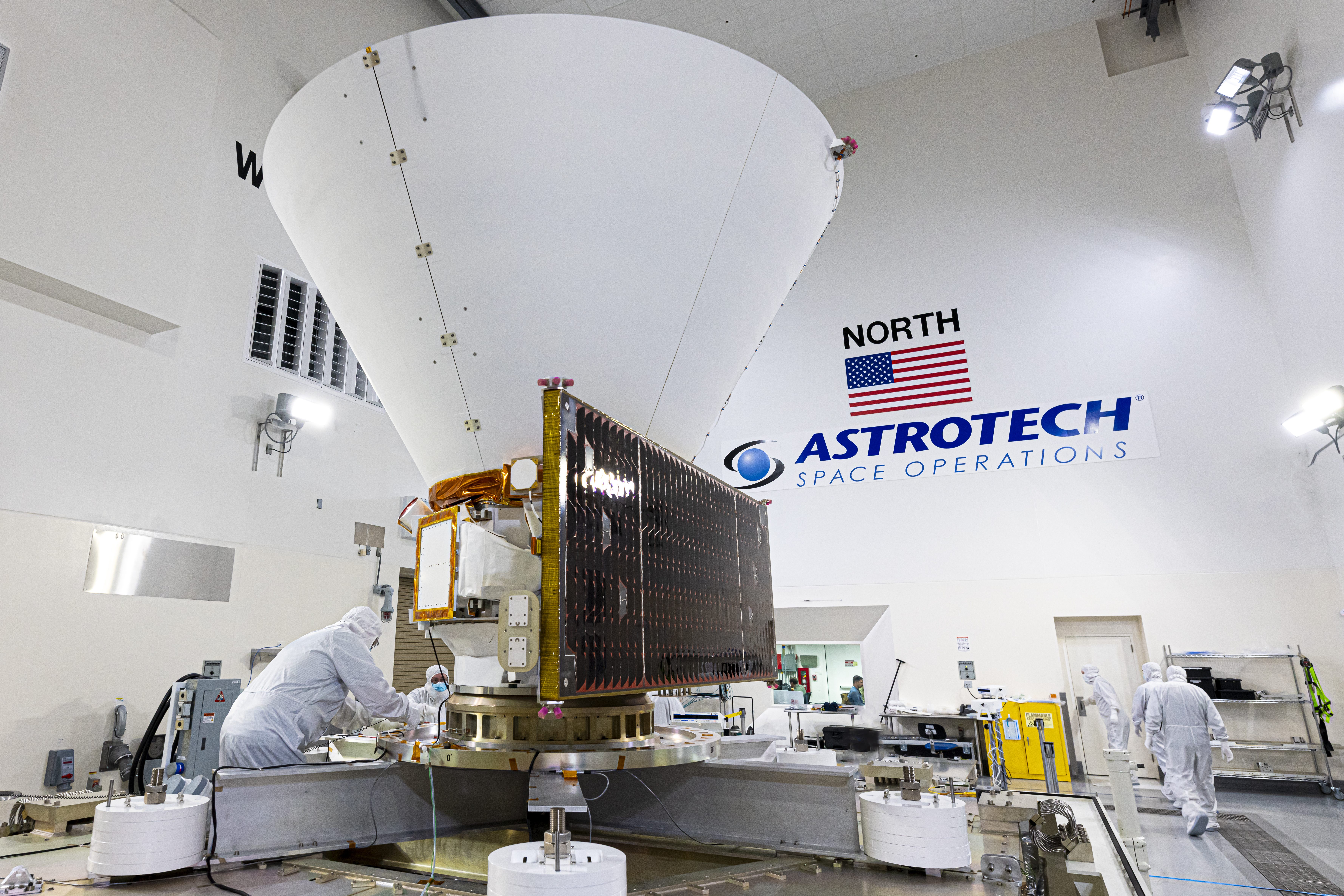
Le télescope entièrement assemblé peu avant son lancement.
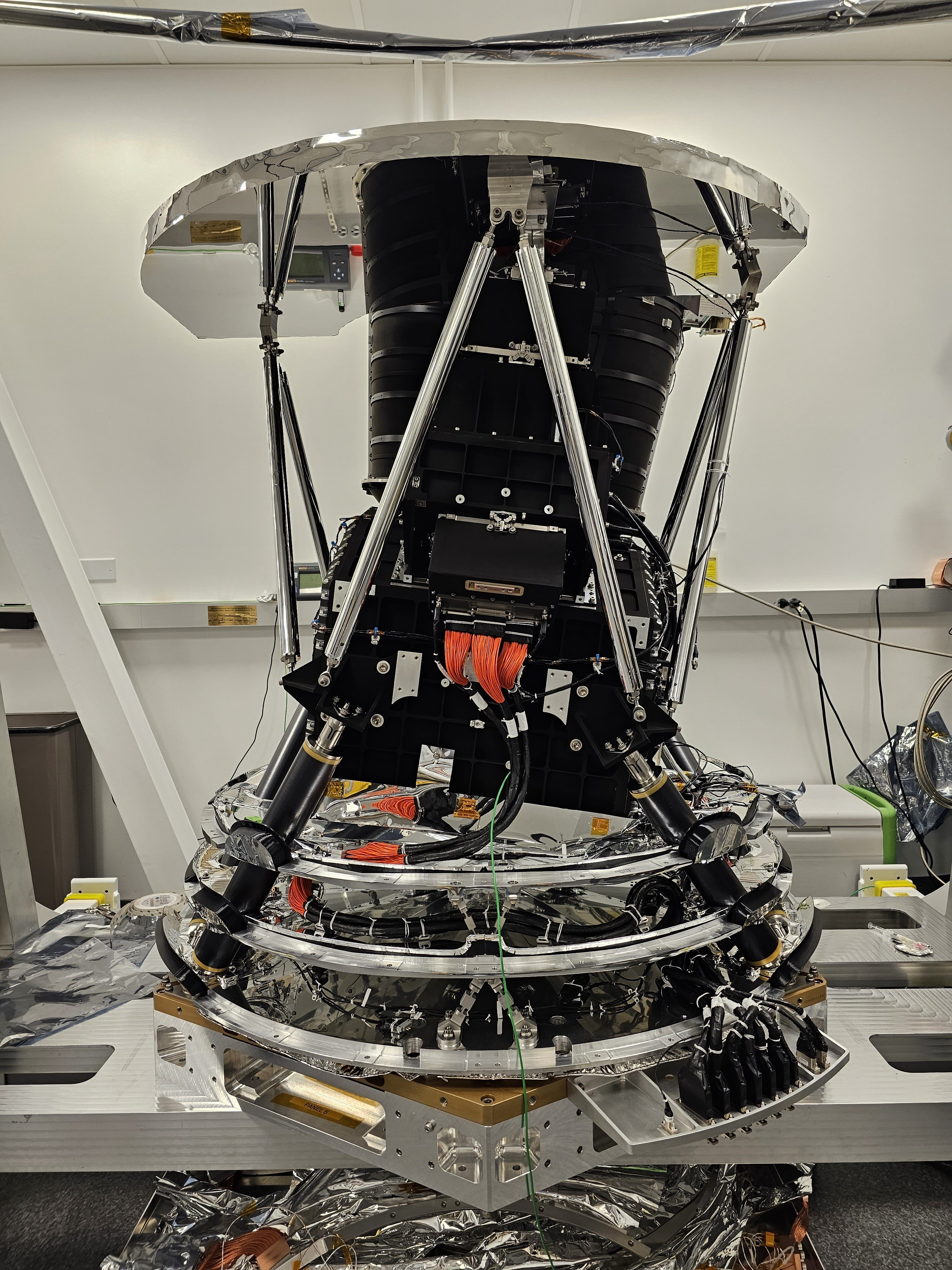
L'optique et les détecteurs du télescope.

## Déroulement de la mission
SPHEREx est placé en orbite le 11 mars 2025 par un lanceur spatial Falcon 9  décollant de la base de lancement de Vandenberg qui emporte également la constellation de satellites PUNCH. PUNCH doit étudier les interactions entre les événements se produisant dans la couronne solaire et le vent solaire. Il est placé sur une orbite polaire terrestre à une altitude de 700 km. La mission primaire doit durer 2 ans avec une fin programmée en 2026. La date de son lancement lui permet d'exploiter les résultats fournis par les télescopes spatiaux JWST, TESS et Spektr-RG. Il fournit également des sujets d'étude détaillée aux télescopes JWST, SOFIA et au radiotélescope ALMA ainsi qu'aux futures missions WFIRST et PLATO.

Stratégie d'observation
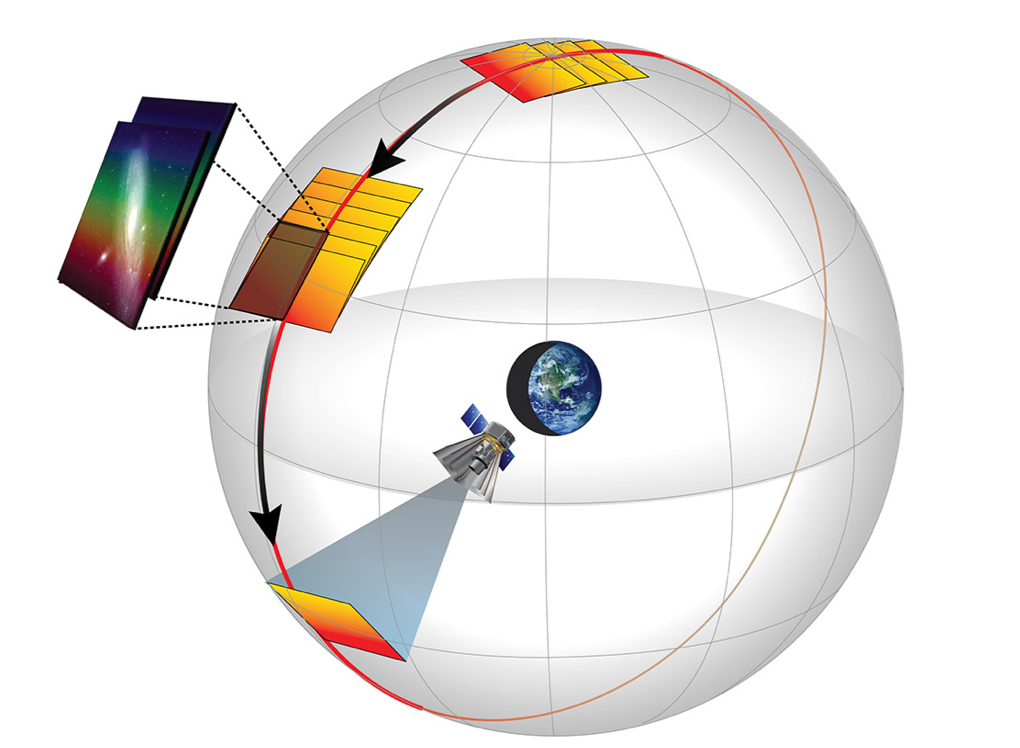
Chaque prise de vue est effectuée dans une longueur d'onde. Plusieurs prises de vue du même objet sont effectuées dans différentes longueurs d'onde.
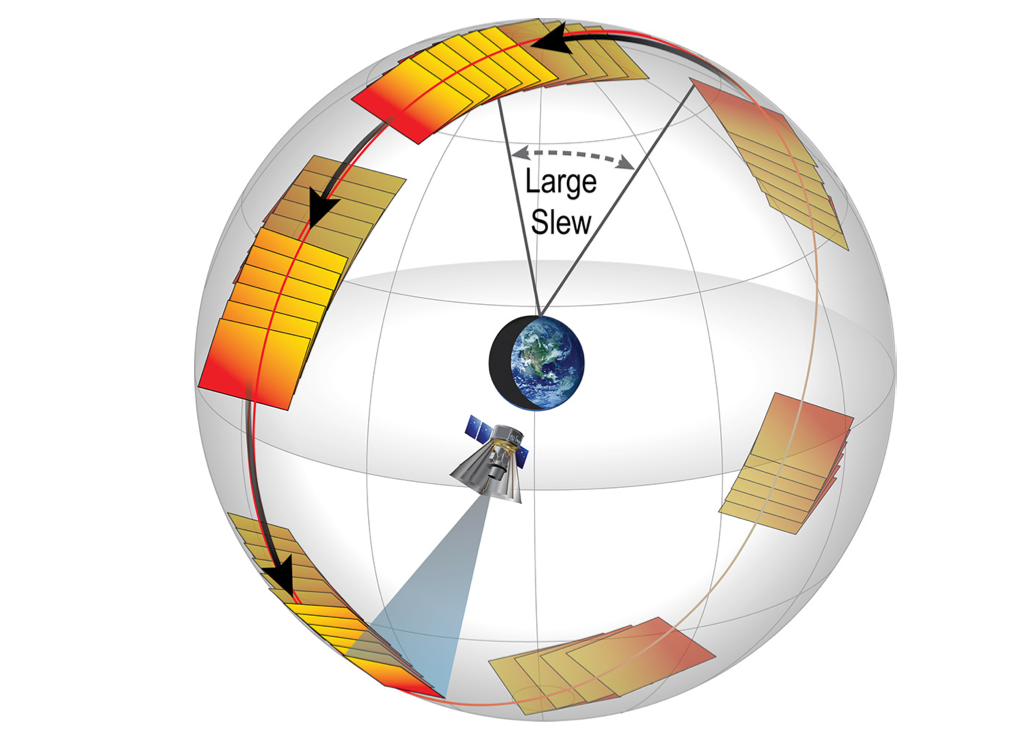
Les prises de vues sont séparées par de petits et grands intervalles. Les prises de vues successives forment un cercle complet faisant un angle de 90° par rapport au Soleil. Ce grand cercle pivote de 360° chaque année.
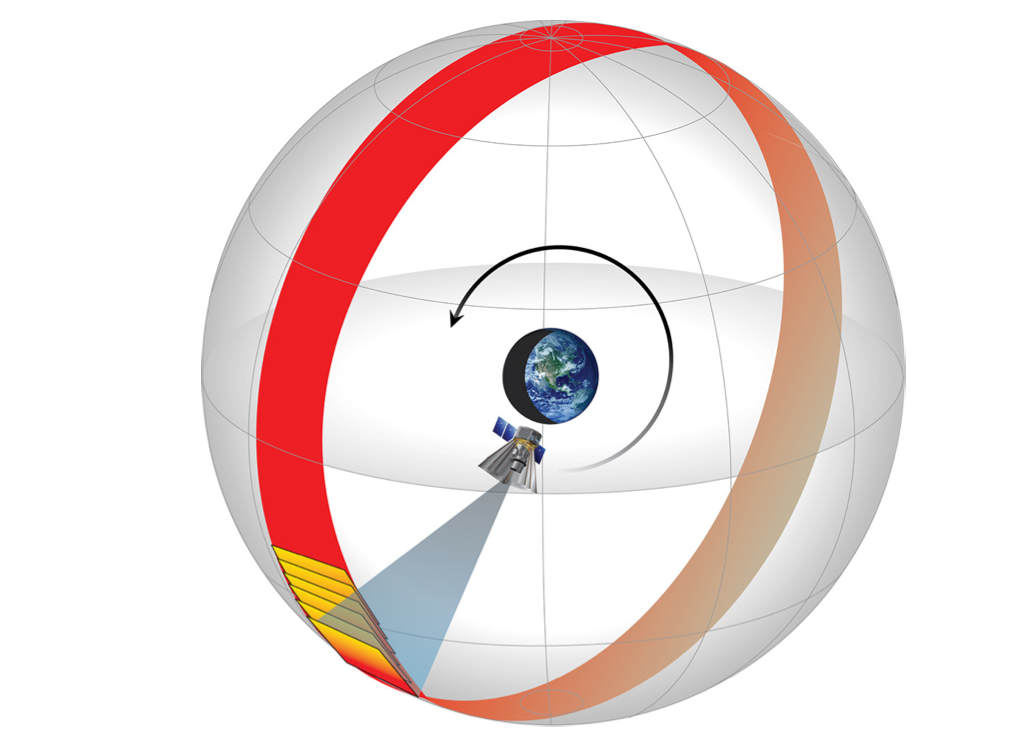
Une région donnée est couverte en quelques jours, le ciel complet est balayé en 6 mois.